# Campionati italiani invernali di nuoto 2016
I XIX Campionati italiani invernali di nuoto si sono svolti a Riccione il 16 ed il 17 dicembre 2016. È stata utilizzata la vasca da 50 metri.
Le gare sono state disputate in serie.

## Podi

### Uomini
| Evento               | Oro | Tempo                             | Argento                                                                                      | Tempo                             | Bronzo                                                                                     | Tempo                             |
| Stile libero         | |                                   |                                                                                              |                                   |                                                                                            |                                   |
| 50 m                 | Luca Dotto                                                                                               | 22"10                             | Marco Orsi                                                                                   | 22"38                             | Piero Codia                                                                                | 22"47                             |
| 100 m                | Luca Dotto                                                                                               | 48"77                             | Alessandro Miressi                                                                           | 49"08                             | Marco Orsi                                                                                 | 49"29                             |
| 200 m                | Gabriele Detti                                                                                           | 1'48"73                           | Filippo Megli                                                                                | 1'49"07                           | Matteo Senor                                                                               | 1'49"52                           |
| 400 m                | Gabriele Detti                                                                                           | 3'48"58                           | Gregorio Paltrinieri                                                                         | 3'50"75                           | Matteo Ciampi                                                                              | 3'52"64                           |
| 800 m                | Gregorio Paltrinieri                                                                                     | 7'51"67                           | Gabriele Detti                                                                               | 7'56"07                           | Samuel Pizzetti                                                                            | 7'59"64                           |
| 1500 m               | Gregorio Paltrinieri                                                                                     | 15'08"57                          | Simone Ruffini                                                                               | 15'19"78                          | Domenico Acerenza                                                                          | 15'22"45                          |
| Dorso                | |                                   |                                                                                              |                                   |                                                                                            |                                   |
| 50 m                 | Matteo Milli                                                                                             | 25"36                             | Niccolò Bonacchi                                                                             | 25"37                             | Stefano Mauro Pizzamiglio                                                                  | 25"49                             |
| 100 m                | Christopher Ciccarese                                                                                    | 54"57                             | Matteo Milli                                                                                 | 54"72                             | Niccolò Bonacchi                                                                           | 54"79                             |
| 200 m                | Christopher Ciccarese                                                                                    | 1'58"53                           | Matteo Restivo                                                                               | 1'59"14                           | Jacopo Bietti                                                                              | 1'59"38                           |
| Rana                 | |                                   |                                                                                              |                                   |                                                                                            |                                   |
| 50 m                 | Nicolò Martinenghi                                                                                       | 27"32                             | Andrea Toniato                                                                               | 27"45                             | Fabio Scozzoli Federico Poggio                                                             | 27"84                             |
| 100 m                | Nicolò Martinenghi                                                                                       | 59"89                             | Andrea Toniato                                                                               | 1'01"07                           | Fabio Scozzoli                                                                             | 1'01"32                           |
| 200 m                | Luca Pizzini                                                                                             | 2'11"37                           | Flavio Bizzarri                                                                              | 2'12"05                           | Giovanni Sorriso                                                                           | 2'13"00                           |
| Farfalla             | |                                   |                                                                                              |                                   |                                                                                            |                                   |
| 50 m                 | Piero Codia                                                                                              | 23"76                             | Luca Dotto                                                                                   | 23"95                             | Andrea Farru                                                                               | 24"01                             |
| 100 m                | Piero Codia                                                                                              | 52"19                             | Simone Geni                                                                                  | 53"50                             | Daniele D'Angelo                                                                           | 53"54                             |
| 200 m                | Filippo Berlincioni                                                                                      | 1'57"88                           | Matteo Pelizzari                                                                             | 1'58"15                           | Giacomo Carini                                                                             | 1'58"54                           |
| Misti                | |                                   |                                                                                              |                                   |                                                                                            |                                   |
| 200 m                | Federico Turrini                                                                                         | 2'00"14                           | Giovanni Sorriso                                                                             | 2'00"52                           | Piero Codia                                                                                | 2'01"62                           |
| 400 m                | Federico Turrini                                                                                         | 4'17"89                           | Giovanni Sorriso                                                                             | 4'20"84                           | Giorgio Gaetani                                                                            | 4'21"25                           |
| Staffette            | |                                   |                                                                                              |                                   |                                                                                            |                                   |
| 4x100 m stile libero | Gruppo Sportivo Fiamme Oro Roma Alessandro Miressi Luca Leonardi Lucio Spadaro Marco Orsi                | 3'18"24 48"91 49"54 50"21 49"58   | Centro Sportivo Esercito Piero Codia Ivano Vendrame Nicolangelo Di Fabio Giovanni Izzo       | 3'19"44 49"72 50"00 50"55 49"17   | Gruppo Nuoto Fiamme Gialle Stefano Di Cola Alessandro Bori Gianluca Maglia Michele Latrofa | 3'19"63 50"52 50"08 49"48 49"55   |
| 4x100 m misti        | Gruppo Sportivo Fiamme Oro Roma Christopher Ciccarese Mattia Pesce Riccardo Crescenzo Alessandro Miressi | 3'38"68 54"83 1'01"59 54"11 48"15 | Circolo Canottieri Aniene Damiano Lestingi Giovanni Sorriso Daniele D'Angelo Filippo Magnini | 3'39"13 55"32 1'01"40 53"65 48"76 | Centro Sportivo Esercito Niccolò Bonacchi Fabio Scozzoli Piero Codia Giovanni Izzo         | 3'39"79 55"41 1'01"93 52"65 49"80 |

### Donne
| Evento               | Oro                                                                                           | Tempo                               | Argento                                                                                          | Tempo                               | Bronzo                                                                                       | Tempo                                 |
| Stile libero         |                                                                                               |                                     |                                                                                                  |                                     |                                                                                              |                                       |
| 50 m                 | Silvia Di Pietro                                                                              | 25"03                               | Erika Ferraioli                                                                                  | 25"48                               | Giorgia Biondani                                                                             | 25"49                                 |
| 100 m                | Federica Pellegrini                                                                           | 53"93                               | Erika Ferraioli                                                                                  | 55"43                               | Giorgia Biondani                                                                             | 56"03                                 |
| 200 m                | Federica Pellegrini                                                                           | 1'56"04                             | Stefania Pirozzi                                                                                 | 2'00"49                             | Rachele Ceracchi                                                                             | 2'00"73                               |
| 400 m                | Stefania Pirozzi                                                                              | 4'12"29                             | Francesca Bertotto                                                                               | 4'13"54                             | Flora Tavoletta                                                                              | 4'14"87                               |
| 800 m                | Simona Quadarella                                                                             | 8'28"05                             | Giulia Gabbrielleschi                                                                            | 8'36"24                             | Alisia Tettamanzi                                                                            | 8'39"97                               |
| 1500 m               | Simona Quadarella                                                                             | 16'10"61                            | Martina Rita Caramignoli                                                                         | 16'20"75                            | Giulia Gabbrielleschi                                                                        | 16'22"93                              |
| Dorso                |                                                                                               |                                     |                                                                                                  |                                     |                                                                                              |                                       |
| 50 m                 | Veronica Neri                                                                                 | 28"62                               | Tania Quaglieri                                                                                  | 28"68                               | Silvia Scalia                                                                                | 28"78                                 |
| 100 m                | Tania Quaglieri                                                                               | 1'01"90                             | Silvia Scalia                                                                                    | 1'02"15                             | Veronica Neri                                                                                | 1'02"22                               |
| 200 m                | Margherita Panziera                                                                           | 2'12"42                             | Letizia Paruscio                                                                                 | 2'13"30                             | Giulia Ramatelli                                                                             | 2'13"90                               |
| Rana                 |                                                                                               |                                     |                                                                                                  |                                     |                                                                                              |                                       |
| 50 m                 | Martina Carraro                                                                               | 31"01                               | Arianna Castiglioni                                                                              | 31"24                               | Ilaria Scarcella                                                                             | 31"99                                 |
| 100 m                | Arianna Castiglioni                                                                           | 1'07"79                             | Martina Carraro                                                                                  | 1'08"09                             | Giulia Verona                                                                                | 1'09"02                               |
| 200 m                | Giulia Verona                                                                                 | 2'28"03                             | Francesca Fangio                                                                                 | 2'28"46                             | Elisa Celli                                                                                  | 2'29"18                               |
| Farfalla             |                                                                                               |                                     |                                                                                                  |                                     |                                                                                              |                                       |
| 50 m                 | Silvia Di Pietro                                                                              | 26"20                               | Giorgia Biondani                                                                                 | 26"96                               | Ilaria Bianchi                                                                               | 27"38                                 |
| 100 m                | Ilaria Bianchi                                                                                | 58"61                               | Silvia Di Pietro                                                                                 | 59"03                               | Elena Di Liddo                                                                               | 59"45                                 |
| 200 m                | Stefania Pirozzi                                                                              | 2'10"28                             | Aurora Petronio                                                                                  | 2'12"11                             | Susanna Negri                                                                                | 2'12"17                               |
| Misti                |                                                                                               |                                     |                                                                                                  |                                     |                                                                                              |                                       |
| 200 m                | Ilaria Cusinato                                                                               | 2'13"35                             | Sara Franceschi                                                                                  | 2'14"85                             | Carlotta Toni                                                                                | 2'15"03                               |
| 400 m                | Stefania Pirozzi                                                                              | 4'43"28                             | Ilaria Cusinato                                                                                  | 4'43"94                             | Carlotta Toni                                                                                | 4'44"13                               |
| Staffette            |                                                                                               |                                     |                                                                                                  |                                     |                                                                                              |                                       |
| 4x100 m stile libero | Centro Sportivo Esercito Laura Letrari Aglaia Pezzato Giorgia Biondani Erika Ferraioli        | 3'42"26 56"17 56"10 53"38 54"61     | Circolo Canottieri Aniene Rachele Ceracchi Lucrezia Raco Federica Pellegrini Margherita Panziera | 3'43"78 55"79 57"58 53"14 57"27     | Gruppo Sportivo Fiamme Oro Roma Erica Musso Zoe Fogliuzzi Martina Cenci Miriana Durante      | 3'51"14 57"85 58"12 58"87 56"30       |
| 4x100 m misti        | Circolo Canottieri Aniene A Silvia Scalia Ilaria Scarcella Elena Di Liddo Federica Pellegrini | 4'05"93 1'03"37 1'09"48 59"15 54"93 | Centro Sportivo Esercito Laura Letrari Elisa Celli Claudia Tarzia Erika Ferraioli                | 4'08"57 1'03"26 1'10"48 59"75 55"08 | Gruppo Nuoto Fiamme Gialle Arianna Barbieri Arianna Castiglioni Alessia Polieri Alice Mizzau | 4'09"51 1'03"43 1'07"46 1'01"52 57"10 |

## Classifica per società
Ecco la classifica generale per società maschile di questi campionati:

### Uomini
| Posizione | Società                           | Punti individuali | Punti Staffetta | Punti totali |
| --------- | --------------------------------- | ----------------- | --------------- | ------------ |
| 1         | Circolo Canottieri Aniene         | 298               | 40              | 338          |
| 2         | Centro Sportivo Esercito          | 236.5             | 42              | 278.50       |
| 3         | Gruppo Sportivo Fiamme Oro Roma   | 183               | 52              | 235          |
| 4         | Gruppo Nuoto Fiamme Gialle        | 68.5              | 38              | 106.5        |
| 5         | Team Nuoto Lombardia              | 96.5              | 8               | 104.5        |
| 6         | Larus Nuoto                       | 94                | 5               | 99           |
| 7         | Gruppo Sportivo Forestale         | 67                | 16              | 83           |
| 8         | Florentianuotoclub                | 51                | 20              | 71           |
| 9         | Nuoto Livorno                     | 56                | 9               | 65           |
| 10        | CN UISP Bologna                   | 47.5              | 7               | 54.5         |
| 11        | Geastisport Coop                  | 42                | 8               | 50           |
| 12        | Team Veneto                       | 34                | 12              | 46           |
| 13        | Centro Nuoto Torino               | 40                | 0               | 40           |
| 14        | Gruppo Sportivo Fiamme Oro Napoli | 38                | 0               | 38           |
| 15        | Coopernuoto                       | 37                | 0               | 37           |
| 16        | Centro Sportivo Carabinieri       | 34                | 0               | 34           |
| 16        | Nuoto Club Brebbia                | 34                | 0               | 34           |
| 18        | Imolanuoto                        | 33.5              | 0               | 33.5         |
| 19        | Circolo Canottieri Napoli         | 32                | 0               | 32           |
| 20        | Team Insubrika                    | 31.5              | 0               | 31.5         |
| 21        | Fondazione M. Bentegodi           | 24                | 0               | 24           |
| 22        | Nuoto Club Azzurra 1991           | 23                | 0               | 23           |
| 23        | Nuotatori Pistoiesi               | 21                | 0               | 21           |
| 24        |                                   | 14                | 6               | 20           |
| 25        |                                   | 19                | 0               | 19           |
| 26        |                                   | 18                | 0               | 18           |
| 27        |                                   | 13                | 0               | 13           |
| 28        |                                   | 11.5              | 0               | 11.5         |
| 29        |                                   | 11                | 0               | 11           |
| 30        |                                   | 10                | 0               | 10           |
| 30        |                                   | 10                | 0               | 10           |
| 30        | Nuotatori Milanesi                | 10                | 0               | 10           |
| 33        |                                   | 9                 | 0               | 9            |
| 33        |                                   | 9                 | 0               | 9            |
| 35        |                                   | 8                 | 0               | 8            |
| 35        |                                   | 8                 | 0               | 8            |
| 37        |                                   | 7                 | 0               | 7            |
| 37        |                                   | 7                 | 0               | 7            |
| 37        |                                   | 7                 | 0               | 7            |
| 40        |                                   | 6.5               | 0               | 6.5          |
| 41        |                                   | 6                 | 0               | 6            |
| 42        |                                   | 5.5               | 0               | 5.5          |
| 43        |                                   | 5                 | 0               | 5            |
| 43        |                                   | 5                 | 0               | 5            |
| 43        |                                   | 5                 | 0               | 5            |
| 46        |                                   | 4.75              | 0               | 4.75         |
| 47        |                                   | 4.5               | 0               | 4.5          |
| 48        |                                   | 4                 | 0               | 4            |
| 49        | Sport Cortona ASD                 | 3.5               | 0               | 3.5          |
| 49        | Siena Nuoto                       | 3.5               | 0               | 3.5          |
| 51        | Poseidon Sport SSD                | 2.5               | 0               | 2.5          |
| 51        | Bolzano Nuoto                     | 2.5               | 0               | 2.5          |
| 53        | Time Limit                        | 2                 | 0               | 2            |
| 53        | Acquarius Piscina Canosa          | 2                 | 0               | 2            |
| 55        | Ranaazzurra                       | 0.5               | 0               | 0.5          |